# W przebraniu mordercy
W przebraniu mordercy – amerykański dreszczowiec erotyczny z 1980 w reżyserii Briana De Palmy.

## Fabuła
Psychoanalityk, dr Robert Elliott, przeżywa najgorsze chwile swojego życia, kiedy odkrywa, że psychopatyczny morderca zaczyna terroryzować otaczające go kobiety. Kiedy maniak kradnie z gabinetu lekarza brzytwę, Elliott rozpoczyna śledztwo na własną rękę. Z obawą, śledząc zabójcę, lekarz zaczyna odkrywać mroczne zakamarki swojej duszy. Wkrótce Robert poznaje smak zakazanych fantazji, obsesji i najgorszych sennych koszmarów...
- Opis dystrybutora.

## Główne role
- Angie Dickinson – Kate Miller
- Michael Caine – doktor Robert Elliott
- Nancy Allen – Liz Blake
- Keith Gordon – Peter Miller
- Dennis Franz – detektyw Marino